# Lomți, Tărgoviște
Lomți (în bulgară Ломци) este un sat în comuna Popovo, regiunea Tărgoviște,  Bulgaria. 

## Demografie
Componența etnică a satului Lomți
     Bulgari (37,19%)
     Nicio identificare (4,34%)
     Romi (1,88%)
     Turci (55,71%)
     Altele (0,86%)
La recensământul din 2011, populația satului Lomți era de 691 locuitori. Din punct de vedere etnic, majoritatea locuitorilor (55,71%) erau turci, existând și minorități de bulgari (37,19%) și romi (1,88%). Pentru 4,34% din locuitori nu este cunoscută apartenența etnică.